# Западный Буг (волейбольный клуб)
«Западный Буг» — белорусский мужской волейбольный клуб из Бреста. Первый белорусский мужской волейбольный клуб основанный в стране. Прозвища клуба: город над Бугом, бужане.
Старейший волейбольный клуб в стране. «Западный Буг» является обладателем Кубка Беларуси по волейболу и двукратным серебряным призёром чемпионата Беларуси.
Команда в сезоне 2017/18 заняла 7 место, в последующие сезоны занимая 5 и 6 места соответственно 2018/19, 2019/20, 2020/21, 2021/22.
До сезона 2022/23 где команда заняла только 8 место за последние 5 лет.
В сезоне 2023/2024 поменялось больше половины состава команды. В чемпионате заняли только 9 место из 10 команд.
В сезоне 2024/2025 команда усилилась игроками не плохого уровня.Заняли 6 место в чемпионате.В сезоне 2025/2026 ставка делается на молодёжь.
Свои домашние матчи клуб проводит в СК «Олимп».
ВК «Западный Буг», так же как и ЖВК «Прибужье», входит в структуру ГУ «Волейбольный клуб Брест».

## История
Команда «Западный Буг» Брест была образована в 1991 году на базе сборной города Бреста и зарегистрирована как первый волейбольный клуб в Беларуси. В первый год команда выиграла Кубок Беларуси и стала призёром Чемпионата Беларуси.
«Западный Буг» единственная команда принимающая участие уже в 33 Чемпионате страны в высшей лиге. За это время завоевано 6 призовых мест в Чемпионате Беларуси, и ещё 4 раза команда играла в финалах Кубка страны, в том числе 2 года подряд с командой «Строитель».
Неоднократно принимала участие в Еврокубках . Лучший результат — выход в 1/8 Кубка ЕКВ.
Первый главный тренер команды Петр Хилько после большого перерыва вновь возглавил «Западный Буг» в 2016 году и тренировал до 2018 года. Так же команду тренировали Владимир Герасимов,Анатолий Паняшин,Валерий Лычев а также Александр Вирковский, который в сезоне 2018/19 стал главным тренером команды до сезона 2022/2023.С середины сезона тренером команды стал Пётр Хилько и в сезоне 2023/2024 гг.
Эта же бригада тренеров возглавляла женскую национальную сборную Республики Беларусь. Есть вторая команда СДЮШОР Виктория Западный Буг которая выступает в дивизионе Б чемпионата Беларуси.

## Достижения
- Чемпионат Беларуси по волейболу:
  - Серебряный призёр (2х ): 1999, 2002
  - Бронзовый призёр (4х ): 1993, 1994, 1998, 2007
  - 4 : место 1992, 1997, 2001, 2003, 2011, 2015.
- Кубок Беларуси по волейболу:
  - Обладатель[1] (1х ): 1991
  - Серебряный призёр (3х ): 2008, 2014, 2015
  - Бронзовый призёр (3х ): 2001, 2006, 2009
  - 4 : место 2010,2019/2020.
- Международные:
  - Кубок ЕКВ 2001/2002: 1/8 финала
- Международный турнир памяти Николая Михайловича Репеки:
  - Обладатель (2x):2023, 2024.
- Турнир День Шахтёра:
  - 4 : место 2023,2024.
- Турнир памяти Герасимова А.Н
  - 2: место 2024.

## Тренерский штаб
- Главный тренер — Александр Вирковский [2]
- Старший тренер — Тихманович Дмитрий Александрович
- Статистик тренер — Тихманович Дмитрий Витальевич
- Тренер Невдах Александр Викторович
- Администратор - Турин Дмитрий Леонидович
- Врач — Костюченков Владимир Николаевич
- Массажист — Прокоренко Кирилл Сергеевич

## Известные игроки
- Пётр Хилько, Егор Клюка.

## Состав команды в сезоне 2025/2026
| №           | Игрок              | Год рождения | Рост        |             |             |
| Блокирующие | Блокирующие        | Блокирующие  | Блокирующие | Блокирующие | Блокирующие |
| ----------- | ------------------ | ------------ | ----------- | ----------- | ----------- |
| 1           | Небельчук Евгений  | 2006         | 195 см      |             |             |
| 5           | Литвинович Иван    | 2006         | 196 см      |             |             |
| 6           | Комар Алексей      | 1990         | 203 см      |             |             |
| 17          | Сыч Евгений        | 2003         | 203 см      |             |             |
| 21          | Леонович Александр | 2006         | 195 см      |             |             |
| Нападающие  |                    |              |             |             |             |
| 2           | Харкевич Алексей   | 1997         | 194 см      |             |             |
| 7           | Илькевич Алексей   | 2003         | 200 см      |             |             |
| 11          | Нехин Владимир     | 2006         | 193 см      |             |             |
| 15          | Ющук Григорий      | 1994         | 199 см      |             |             |
| 18          | Делендик Иван      | 2003         | 195 см      |             |             |
| 19          | Зайко Артём        | 1993         | 193 см      |             |             |
| Связующие   |                    |              |             |             |             |
| 10          | Арсентьев Дамир    | 2006         | 187 см      |             |             |
| 12          | Бобич Игнатий      | 2006         | 185 см      |             |             |
| Либеро      |                    |              |             |             |             |
| 9           | Дережун Илья       | 2006         | 175 см      |             |             |
| 16          | Кисляк Андрей      | 1994         | 189 см      |             |             |
| 20          | Грецкий Евгений    | 2001         | 192 см      |             |             |